# 小塚義一郎
小塚 義一郎（こづか ぎいちろう、1888年(明治21年) - 1973年(昭和48年)）は、日本の大正・昭和期の洋画家、版画家。師範学校、高等女学校で図画教師を務めた。洋画グループ「毒地社」を結成し山形の近代美術界を牽引した。

## 略歴・人物
1888年(明治21年)、静岡県に生まれる。1907年(明治40年)、静岡県立静岡中学校卒業。1912年(明治45年)、東京美術学校図画師範科卒業。1916年、文部省図画講習会修了。
群馬県立高等女学校教諭を経て、1922年(大正11年)に山形県師範学校の図画教師となる。同時期に山形県立山形工業学校の図画教師となった為本自治雄と出会い、二人で山形に初めての公募洋画展を開催するため、旧制山形高等学校で文芸活動をしていた今泉篤男、山形県師範学校生の奈良村正史・逸見誠一・石澤健吉に呼びかけ、6名で洋画グループ「毒地社」を結成。1922年(大正11年)9月、山形における初めての公募洋画展を開催した。この試みは山形市民に熱烈な歓迎をもって受け入れられ、第一回の応募作品は200点に達した。毒地社は、後に日展で活躍する菅野矢一や牧野柿五郎などを輩出する。小塚は1933年(昭和8年)頃にはエッチングプレス機を所有しており、西田武雄を招いて1935年(昭和10年)8月25日に山形県師範学校で版画講習会を開催した。
1939年(昭和14年)4月、山形県師範学校から静岡県不二高等女学校へ転任。静岡県の画壇で官展派として活躍した。1974年(昭和49年)、山形美術博物館において「小塚義一郎・為本自治雄遺作展」（4.5-22）が開催された。